# Порчела (Верона)
Порчела је насеље у Италији у округу Верона, региону Венето.
Према процени из 2011. у насељу је живело 65 становника. Насеље се налази на надморској висини од 103 м.